# Pierre Antonini
| 10925 Ventoux      | 28 gennaio 1998  |
| 11147 Delmas       | 6 dicembre 1997  |
| 11675 Billboyle    | 15 febbraio 1998 |
| 13411 OLRAP        | 31 ottobre 1999  |
| 14533 Roy          | 24 agosto 1997   |
| 15899 Silvain      | 3 settembre 1997 |
| 16892 Vaissière    | 17 febbraio 1998 |
| 20242 Sagot        | 27 febbraio 1998 |
| (23784) 1998 QW15  | 22 agosto 1998   |
| (24170) 1999 WB13  | 29 novembre 1999 |
| (26206) 1997 PJ4   | 11 agosto 1997   |
| (26961) 1997 OY1   | 29 luglio 1997   |
| (26979) 1997 UR9   | 29 ottobre 1997  |
| (28021) 1998 BP6   | 22 gennaio 1998  |
| (29677) 1998 XL17  | 15 dicembre 1998 |
| (31223) 1998 BJ30  | 28 gennaio 1998  |
| (31255) 1998 DL27  | 27 febbraio 1998 |
| (33094) 1997 YG5   | 23 dicembre 1997 |
| (35675) 1998 XK17  | 15 dicembre 1998 |
| (37838) 1998 DF    | 17 febbraio 1998 |
| (39868) 1998 DM27  | 27 febbraio 1998 |
| (40765) 1999 TF16  | 10 ottobre 1999  |
| (41207) 1999 WK9   | 29 novembre 1999 |
| (46772) 1998 HD8   | 21 aprile 1998   |
| (52585) 1997 ON2   | 29 luglio 1997   |
| (58669) 1997 YF5   | 20 dicembre 1997 |
| (65892) 1998 BH30  | 28 gennaio 1998  |
| (66849) 1999 VM8   | 4 novembre 1999  |
| (74378) 1998 XH11  | 8 dicembre 1998  |
| (79426) 1997 QZ    | 24 agosto 1997   |
| (90983) 1997 XU5   | 6 dicembre 1997  |
| (96343) 1997 RS1   | 3 settembre 1997 |
| (100546) 1997 EU32 | 13 marzo 1997    |
| (100977) 1998 QJ26 | 25 agosto 1998   |
| (155437) 1998 DE   | 17 febbraio 1998 |

Pierre Antonini (...) è un astronomo francese.
Antonini lavora all'osservatorio di Bédoin. Il Minor Planet Center gli accredita la scoperta di trentacinque asteroidi, effettuate tra il 1997 e il 1999. Ha anche scoperto le supernovae SN 2000B e SN 2001dd.
Gli è stato dedicato l'asteroide 12580 Antonini.